# 赵世嘉故居
赵世嘉故居，又名秋官第，位于中国江西省抚州市南丰县琴城镇古城三忠祠横钟巷13号，属于明代天井式客家民居风貌，前后二进。该处系赵世嘉（1904-1931）生长的故居。

## 保护
赵世嘉故居为南丰县文物保护单位，编号361023-5-5-009。